# Pai Mārire
Le mouvement Pai Mārire (aussi connu sous le nom de Hauhau) est une religion maorie syncrétique. Elle est fondée par Te Ua Haumēne en 1862, dans la région néo-zélandaise de Taranaki. La religion mélange des éléments de la spiritualité traditionnelle maorie et des croyances chrétiennes. Le mouvement est surtout actif entre les années 1860 et 1870. Dans le recensement de 2006 en Nouvelle-Zélande, 609 personnes s'identifient à la religion Hauhau.

## Leader et formation de la religion

### Te Ua Haumēne

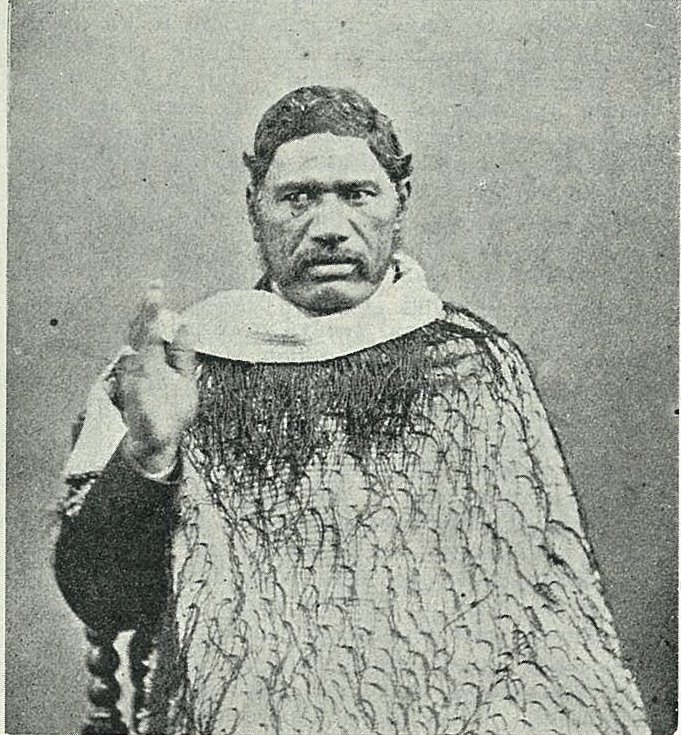
Te Ua Haumēne, vers 1866.

Le leader du mouvement, Te Ua Haumēne, nait à Taranaki au début des années 1820. En 1826, il est capturé avec sa mère par une tribu rivale. À ce moment-là, il apprend à lire et écrire le maori. Il étudie aussi le Nouveau Testament, et est baptisé à Kawhia en 1834.
À la fin des années 1850, il soutient la monarchie maorie, un mouvement qui s'oppose à l'expropriation grandissante des terres autochtones par les autorités coloniales britanniques. Durant les années 1860, Te Ua Haumēne combat contre les forces coloniales lors de la première guerre Taranaki (en) et de l'invasion de la région du Waikato (en). Il participe aussi à la gestion d'un gouvernement local (runanga) et à la surveillance des frontières de la monarchie maorie.
En 1862, le bateau à vapeur britannique Lors Worsley est capturé et détruit au large de Taranaki. Le gouvernement maori local débat sur ce qui doit être fait de l'équipage et de la cargaison. Te Ua défend que les marchandises doivent être renvoyées à New Plymouth, mais la décision finale du conseil est de piller et garder la cargaison à la place.

### Formation de la religion (1862)
Le 5 septembre 1862, soit peu de temps après cet épisode qui l'affecte beaucoup, Te Ua prétend avoir reçu une vision de l'archange Gabriel, qui lui annonce que les derniers jours décrits dans la Bible sont proches et que Dieu l'avait choisi en tant que prophète. Sa mission serait alors de restaurer le peuple Māori sur sa terre natale, en chassant les Européens (Pākehā).
Il existe plusieurs versions sur la manière dont Te Ua réagit après avoir eu la vision. Certains rapportent qu'il aurait tué son enfant, d'autres qu'il lui aurait cassé une jambe avant de la soigner miraculeusement. Après cela, il gagne la réputation de posséder des pouvoirs de guérison. L'évêque anglais William Williams indique à cette période que Te Ua présente des signes importants de folie et l'historien T. W. Gudgeon indique qu'il était présenté comme un "lunatique inoffensif" (harmless lunatic).
À la suite de sa vision, Te Ua commence à formuler sa nouvelle religion. Le livre sacré qu'il écrit, Ua Rongo Pai (Le Gospel selon Ua) combine des éléments de l'Ancien Testament, de la doctrine chrétienne et de la religion traditionnelle maorie. L'objectif est de créer une société apaisée dans laquelle prévalent la vertu et la justice. Les croyants de cette religion seraient le deuxième "peuple choisi" et pourraient, grâce à l'aide divine, regagner le contrôle de leur terre natale et renvoyer les colons anglais. Pour propager sa religion, Te Ua s'entoure de trois hommes, Tahutaki, Hepenaia et Wi Parara.
Cette nouvelle religion gagne en popularité dans le nord de l'île et est rapidement associée au mouvement de la monarchie maorie. Certains Maoris qui l'adoptent rejettent également le christianisme et expriment une méfiance à l'égard des missionnaires européens qui s'investissent sur leurs terres.

## Conflits armés (1864-1866)

### Attaques d'avril 1864
Le 6 avril 1864, une armée menée par Tahutaki et Hepenaia arrive dans le village d'Ahuahu, près de New Plymouth. Le groupe religieux fait alors face à des soldats du 57e régiment et à des militaires européens récemment formés à Taranaki, qui étaient en mission dans le but de détruire des champs de culture indigènes. Sept soldats coloniaux sont tués et décapités, dont le capitaine T.W.J. Lloyd, et douze autres sont blessés. La victoire maorie sur les troupes britanniques, pourtant en surnombre, conforte les suiveurs du mouvement Pai Mārire dans la protection divine de l'archange Gabriel, et participe à son expansion.
Trois semaines plus tard, le 30 avril à 8 heures du matin, environ 200 soldats du mouvement Pai Mārire attaquent le bastion de Sentry Hill, à 9 kilomètres au nord-ouest de New Plymouth, qui est gardé par 75 soldats impériaux et deux mortiers de Coehorn. Ce bastion était vu par les combattants comme un affront sur leur terre. 34 maoris et un soldat impérial meurent lors de l'assaut, principalement fusillés à bout portant. Parmi eux se trouvent les leaders Hepanaia, Kingi Parengarenga, Tupara Keina, Tamati Hone et Hare Te Kokai. Dans une interview de 1920 accordée à l'historien James Cowan, un des combattants nommé Te Kahu-Pukoro explique que le leader Hepanaia Kapewhiti leur avait dit que s'ils récitaient les incantations karakia pendant la bataille, les balles ne pourraient pas les toucher. Selon J. Cowan, la tuerie diminua temporairement la confiance récemment acquise en la protection divine, mais Te Ua offrit l'explication que les morts au combat n'avaient pas cru de manière assez forte en leurs incantations.

### Bataille de Moutoa (mai 1864)
Le 14 mai 1864, un groupe armé du mouvement Pai Mārire attaque le campement de Wanganui. Le camp adverse, composé de kupapa (des Maoris loyaux à la monarchie britannique), prend l'avantage dans la bataille et tue 50 combattants, dont le prophète Matene Rangitauira.
6 semaines après la bataille, le Wellington Provincial Council décide d'ériger un mémorial de guerre sur le site, aujourd'hui connu sous le nom de Moutoa Gardens (en), pour commémorer les quinze morts dans leur camp. Sur l'inscription de la sculpture installée le 26 décembre 1865, on peut lire : To the memory of those brave men who fell at Moutoa 14 May 1864 in defence of law and order against fanaticism and barbarism (À la mémoire des braves hommes qui sont tombés à Moutoa le 14 mai 1864 pour défendre l’ordre public contre le fanatisme et la barbarie). Le monument est retiré en décembre 2023.

### Meurtres et réponse gouvernementale (1865-1866)
Les défaites militaires à Sentry Hill et à Moutoa renforcent la conviction au sein du mouvement Pai Mārire que ces échecs sont causés par la désobéissance au chef des prophètes. Plus de peuples maoris (iwi) se rallient à la cause de Te Ua. Le deuxième roi maori, Matutaera, accepte la nouvelle religion et est baptisé par Te Ua le 29 août 1864. 
Les émissaires européens reçoivent l'instruction de procéder pacifiquement et d’obtenir le soutien des tribus dans lesquelles ils se rendent, en délégant leurs pouvoirs spirituels aux leaders convertis. Cependant, la progression continue du mouvement ne plait pas aux colons européens. Dans une lettre du Magistrat Résident du Wanganui au Ministre des autochtones, il explique que le fanatisme Hauhau se répand et qu'il constitue un élément de base de la monarchie maorie, ce qui aurait des conséquences négatives.
Le 2 mars 1865 à Taupō, un groupe de recrutement de Pai Mārire saccage la maison du Révérend Thomas Samuel Grace et à Opotiki, le Révérend Carl Sylvius Völkner est pendu puis décapité. Sa tête est emmenée à l’église locale, où ses yeux sont mangés par le prophète Kereopa Te Rau. Le meurtre aurait été en partie une vengeance pour les activités d’espionnage de Völkner pour le compte du gouvernement. Le révérend T.S. Grace, qui avait fui vers Opotiki est arrêté et jugé par le parti Pai Mārire. Il est sauvé deux semaines plus tard par un Man'o'war britannique, HMS Eclipse, après une tentative des dirigeants locaux Pai Mārire pour l’échanger contre le chef emprisonné de Tauranga, Hori Tupaea.
Le 29 avril, le Gouverneur George Grey publie une proclamation condamnant les « actes révoltants et répugnants » accomplis par les partisans de Pai Mārire et déclare que le gouvernement n'hésitera pas à « résister et supprimer par la force des armes si nécessaire, les doctrines fanatiques, les rites et les pratiques des personnes susmentionnées ». Il invoque également la loi martiale, ce qui lui permet de saisir 175 000 acres de terre qui appartiennent aux peuples Ngāti Awa (en) et Whakatōhea (en) grâce à une loi passée deux ans auparavant, le New Zealand Settlements Act 1863.
Le 22 juillet, le prophète Horomona dirige la mission d'assassinat du capitaine et de deux des trois membres d’équipage de la goélette Kate à Whakatāne. Il est arrêté et pendu pour cela.
Une coalition entre le gouvernement et des kupapa, menée par le Superintendant Donald McLean a pour mission d'endiguer le mouvement Pai Mārire. Entre juin et octobre 1865, des centaines de partisans sont arrêtés sur la côte Est. Une autre campagne menée à Taranaki par le Général Duncan Cameron mène à l'arrestation de centaine d'autres partisans.
En février 1866, Te Ua est capturé près Ōpunake par le remplaçant de Duncan Cameron, Trevor Chute. Le Major général affirme que Te Ua est immédiatement abandonné par les villageois, qui jurent allégeance à la Couronne britannique et que des kupapa demandent son exécution immédiate. Le leader est amené à Wanganui, puis est libéré à Auckland. Il meurt à Oeo, dans le Taranaki en octobre 1866, possiblement de la tuberculose.
Des éléments du mouvement Pai Mārire sont par la suite incorporés dans la religion Ringatū, créée par Te Kooti.

## Rites et croyances
Les partisans du mouvement Pai Mārire s'associent aux Juifs et observent le septième jour de repos, le Shabbat. Ils considèrent qu'ils sont le deuxième peuple choisi et que l'aide divine va les aider à restaurer la souveraineté de leur île. Le Créateur, Jéhovah, est censé repousser les colons britanniques vers la mer.
Après la victoire contre leurs ennemis, chaque Maori mort depuis la création du monde serait ressuscité, guéri de toutes blessures au côté de Zorobabel. Les hommes auraient alors pour mission d'enseigner au peuple maori toutes les connaissances acquises par les Européens. Selon Te Ua, le premier grand jour de délivrance se déroule en décembre 1864. Il encourage l'abandon de la monogamie et préconise la vie en communauté afin de faciliter la procréation.
Les services religieux dans le mouvement se déroulaient autour d'un niu, un poteau d'environ 18 mètres, autour duquel les membres tournaient en chantant. Une tête coupée sur une poteau était également présente et était touchée par les membres pendant que les prêtres faisaient des services de prière. Les chants sont décrits par un observateur comme étant « un mélange de concepts chrétiens et anciens, de termes militaires et maritimes, d’anglais et de maori ». L'historien James Cowan en fait une description similaire, notant en plus l'utilisation de formules en latin issues de rituels catholiques. Fin 1865, il y a un nui dans presque tous les grands villages de Taranaki à la baie d’Abondance, ainsi que du nord du district de Wellington à la frontière de Waikato.
Selon Te Ua, la stricte adhésion aux services religieux et à ses instructions protégerait les partisans des blessures par balle lors des combats.